# Bukówna
Bukówna (ukr. Буківна, Bukiwna) – wieś na Ukrainie, w obwodzie iwanofrankiwskim, w rejonie tłumackim, nad Dniestrem.
Lokacja osady Bukìvna na prawie wołoskim w XV wieku.

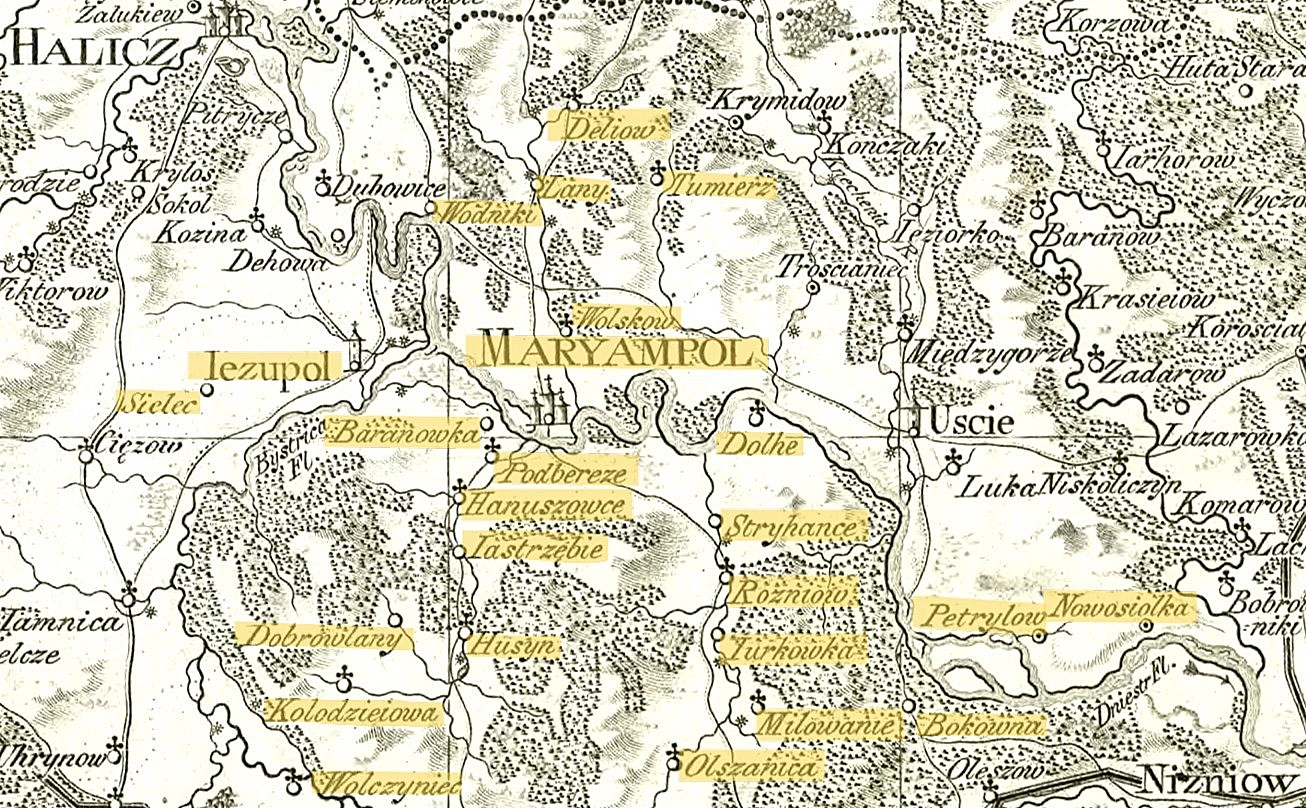
Bukówna (Bokowna) 1824

W I Rzeczpospolitej Bukówna należała do ziemi halickiej w województwie ruskim.
W okresie Królestwa Galicji i Lodomerii wieś należała do klucza marjampolskiego księżnej Anny Jabłonowskiej. 
Wieś do 1945 w II Rzeczpospolitej, w województwie stanisławowskim, w powiecie tłumackim, w gminie Oleszów.
Po II wojnie światowej obszar gminy został odłączony od Polski i włączony do Ukraińskiej SRR.